# Пахомовское сельское поселение (Орловская область)
Пахомовское се́льское поселе́ние — упразднённое муниципальное образование в Орловском районе Орловской области Российской Федерации.
Административный центр — посёлок Стрелецкий.

## История
Статус и границы сельского поселения установлены Законом Орловского области от 28 декабря 2004 года № 466-ОЗ «О статусе, границах и административных центрах муниципальных образований на территории Орловского района Орловской области».
Законом Орловской области от 04.05.2021 № 2596-ОЗ к 15 мая 2021 года упразднено в связи с преобразованием муниципального района в муниципальный округ.

## Население
| 2010  | 2012  | 2013  | 2014  | 2015  | 2016  | 2017  |
| ----- | ----- | ----- | ----- | ----- | ----- | ----- |
| 5157  | ↗5336 | ↗5480 | ↗5546 | ↗5593 | ↘5533 | ↘5527 |
| 2018  | 2019  | 2020  | 2021  |       |       |       |
| ↘5483 | ↘5467 | ↘5349 | ↘4718 |       |       |       |

## Состав сельского поселения
| №  | Населённый пункт  | Тип населённого пункта          | Население |
| -- | ----------------- | ------------------------------- | --------- |
| 1  | Бойцовский        | посёлок                         | 32        |
| 2  | Болотово          | деревня                         | ↗304      |
| 3  | Болотовские Дворы | деревня                         | ↗785      |
| 4  | Брусенцово        | деревня                         | 11        |
| 5  | Докукинский       | посёлок                         | ↗189      |
| 6  | Дьячевский        | посёлок                         | 6         |
| 7  | Дьячье            | село                            | 20        |
| 8  | Евдокимово        | деревня                         | 11        |
| 9  | Зелёный           | посёлок                         | 70        |
| 10 | Истомино          | деревня                         | ↘547      |
| 11 | Мезенский         | посёлок                         | 14        |
| 12 | Мочёные Дворы     | посёлок                         | 33        |
| 13 | Новотроицкое      | деревня                         | 23        |
| 14 | Озерки            | посёлок                         | 0         |
| 15 | Орехово           | деревня                         | 70        |
| 16 | Пахомова          | деревня                         | 26        |
| 17 | Селихово          | деревня                         | 29        |
| 18 | Спицино           | деревня                         | 94        |
| 19 | Стрелецкий        | посёлок, административный центр | ↘2841     |
| 20 | Хвощёвский        | посёлок                         | 47        |
| 21 | Южный             | посёлок                         | 5         |